# Juraj Lipták
Juraj Lipták (* 14. září 1948 Teplice, Československo) je slovenský fotograf a kameraman, žijící od roku 1978 v Německu.

## Život
Juraj Lipták se narodil 14. září 1948 v Teplicích. Mezi lety 1963–1967 studoval fotografii na SŠUP v Bratislavě. V roce 1968 působil jako kameraman Krátkého filmu v bratislavských Filmových ateliérech Koliba. V letech 1969–1973 studoval uměleckou fotografii u Jána Šmoka a Jaroslava Rajzíka na pražské Filmové a televizní fakultě Akademie múzických umění.
Již během studií se zařadil mezi osobnosti slovenské výtvarné fotografie svými cykly „Homo faber” a absolventskou prácí „Praha bez věží” na kterou navázal cyklem „Prostory”. Na základě hodnocení jeho fotografií (opuštěné domy v centru Bratislavy), které napsala Anna Fárová pro časopis Československá fotografie, získal cenu Objev roku ve fotografické ročence koncernu Time-Life Photography Year Book 1976.
Po studiu působil jako profesionální fotograf v Bratislavě. V druhé polovině sedmdesátých let uspořádal pět samostatných výstav.
V roce 1978 emigroval do Spolkové republiky Německo. Společně s Václavem Reischlem založili fotografické studio a filmovou produkční společnost R & L. Věnovali se reklamě a především průmyslové fotografii pro agentury i automobilové firmy. Produkční společnost založili pro natáčení nezávislých filmů. Vlastnili malé kino, kde promítali své filmy. Juraj Lipták se po čase začal věnovat fotografování vykopávek v italském městě Este u Padovy. Následně fotografoval také pro drážďanské archeology a s Václavem Reischlem stuttgartské studio zrušili.
Postupně žil ve Stuttgartu, Kolíně nad Rýnem, Mnichově a od počátku jednadvacátého století bydlí v Halle. Ve své tvorbě se věnuje reklamní fotografii i volné tvorbě, fotoreportáži a fotografické manipulaci. Je známý osobitou prezentací archeologických objektů. Jako první prezentoval archeologické nálezy na černém pozadí. K jeho významným úspěchům patří  prezentace nebeského disku z Nebry. Fotografuje každodenní život lidí, cestování, práci, zábavu, tradice a zvyky, atd.
Samostatné výstavy uspořádal v Bratislavě (1977, 1978, 1989, 2002), v Mannheimu (1982, 1985) a ve Stuttgartu (1992). Po roce 1989 se účastnil skupinových výstav na Slovensku a v Praze (1990 – Slovenská fotografie šedesátých let, 1992 – Exil Praha, Slovenská fotografie v exilu. V roce 1997 se prezentoval souborem Juraj Lipták + Anonymus, 1934–1993 v Galerii u Štreitů v Sovinci.